# Vallonia parvula
Vallonia parvula är en snäckart som beskrevs av Sterki 1893. Vallonia parvula ingår i släktet Vallonia och familjen grässnäckor. Inga underarter finns listade i Catalogue of Life.